# شعله نیکزاد
شعله نیکزاد، مهندس الکترونیک ایرانی-آمریکایی و دانشمند پژوهشی در آزمایشگاه پیشرانه جت است. او رهبری آرایه‌های آشکارساز پیشرفته، سیستم‌ها و گروه علم نانو را بر عهده دارد. تحقیقات او در زمینه‌های آشکارسازهای ذرات فرابنفش و کم انرژی، دستگاه‌های نانوساختار و طیف‌سنج‌های جدید است. نیکزاد عضو انجمن فیزیک آمریکا، آکادمی ملی مخترعان و SPIE است.
انجمن نجوم آمریکا، جایزه جوزف وبر در حوزه ابزاردقیق نجومی در سال ۲۰۲۳ را به او برای مشارکت پیشگامانه برای پیشرفت تجهیزات پرتونگاری فوتون‌شمار فرابنفش-مرئی، ارائه مستمر فناوری‌های مرتبط، راهبری و ارائه راهنمایی مستمر به محققان نوپا در بخش ابزار دقیق اعطا کرد.

## سنین جوانی و تحصیل
نیکزاد در مقطع کارشناسی در رشته مهندسی الکترونیک در دانشگاه کالیفرنیای جنوبی تحصیل کرد. او برای تحصیلات تکمیلی به موسسه فناوری کالیفرنیا نقل مکان کرد و در آنجا دکترای فیزیک کاربردی خود را گرفت. وی در حال حاضر علاوه بر فعالیت در ناسا در دانشکده مهندسی پزشکی موسسه فناوری کالیفرنیا هم تدریس می‌کند.  نیکزاد مواد ترکیبی (از جمله سولفید روی و سولفید کادمیوم) را که از طریق کندوپاش پرتو یونی با استفاده از طیف‌سنجی لیزری تولید شده بودند، بررسی کرد.

## تحقیق و شغل
نیکزاد به عنوان مهندس الکترواپتیک در پسفینک اینفرارد منصوب شد. او در سال ۱۹۹۸ به عنوان یک دانشجوی فارغ‌التحصیل به آزمایشگاه ملی آرگون نقل مکان کرد و سپس در سال ۱۹۹۰ برای دوره فوق دکترا به موسسه فناوری کالیفرنیا پیوست. نیکزاد پس از دو سال در Caltech به آزمایشگاه پیشرانه جت (JPL) نقل مکان کرد و در آنجا بر روی سیستم‌های تصویربرداری و آشکارساز تمرکز کرد. نیکزاد در JPL سیستم‌های تصویربرداری منحنی را طراحی کرد که با الهام از چشم انسان می‌تواند تصویربرداری با کیفیت بالا را در تلسکوپ‌های بزرگ پشتیبانی کند.
از سال ۲۰۱۹، نیکزاد به عنوان یک محقق و دانشمند ارشد و مهندس اصلی در JPL کار می‌کند که در آنجا رهبری آرایه‌های آشکارساز پیشرفته، سیستم‌ها و گروه علم نانو را بر عهده دارد.

## جوایز و افتخارات
- جایزه تعالی لو آلن 1997[۷]
- ۲۰۱۱ IEEE Pioneer Electrical Engineer[۵]
- ۲۰۱۲ عضو منتخب انجمن فیزیک آمریکا[۸]
- ۲۰۱۳ SPIE Women in Optics Planner[۹]
- ۲۰۱۷ عضو منتخب آکادمی ملی مخترعان[۱۰]
- مدرس برجسته مؤسسه مهندسین برق و الکترونیک فوتونیک 2019[۱۱]
- مدال رهبری برجسته ۲۰۲۰ ناسا[۵]
- جایزه دستاورد فناوری SPIE Aden و Marjorie Meinel 2021[۱۲]

## مقالات برگزیده
- Shouleh Nikzad; Michael E Hoenk; Frank Greer;  et al. (‏۱ ژانویه ۲۰۱۲‏). "Delta-doped electron-multiplied CCD with absolute quantum efficiency over 50% in the near to far ultraviolet range for single photon counting applications". Applied Optics (به انگلیسی). 51 (3): 365–369. arXiv:1102.2244. doi:10.1364/AO.51.000365. ISSN 1559-128X. PMID 22270664. Wikidata Q37978169. {{cite journal}}: Check date values in: |publication-date= (help)نگهداری CS1: نقطه‌گذاری اضافه (link)
- John Hennessy; April D Jewell; Michael E Hoenk; Shouleh Nikzad (‏۱ آوریل ۲۰۱۵‏). "Metal-dielectric filters for solar-blind silicon ultraviolet detectors". Applied Optics (به انگلیسی). 54 (11): 3507–3512. doi:10.1364/AO.54.003507. ISSN 1559-128X. PMID 25967344. Wikidata Q87295469. {{cite journal}}: Check date values in: |publication-date= (help)نگهداری CS1: نقطه‌گذاری اضافه (link)
- Gillian Kyne; Erika T. Hamden; Nicole Lingner; Patrick Morrissey; Shouleh Nikzad; D. Christopher Martin (‏۵ اوت ۲۰۱۶‏), The faint intergalactic-medium red-shifted emission balloon: future UV observations with EMCCDs (به انگلیسی), doi:10.1117/12.2232879, Wikidata Q58470022 {{citation}}: Check date values in: |publication-date= (help)نگهداری CS1: نقطه‌گذاری اضافه (link)